# Viciria morigera
Viciria morigera är en spindelart som beskrevs av George William Peckham och Elizabeth Maria Gifford Peckham 1903. Viciria morigera ingår i släktet Viciria och familjen hoppspindlar. Inga underarter finns listade i Catalogue of Life.